# Nippur de Lagash
Nippur de Lagash fue una serie de historieta argentina creada por Robin Wood (guionista) y Lucho Olivera (dibujante) y publicada desde 1967 hasta 1998. Su protagonista le debía su nombre a la antigua ciudad Sumeria de Nippur, donde sus padres habían nacido, y luego adquiriría el epíteto de Lagash cuando abandona su ciudad, Lagash, en un exilio forzado.
Estaba basada en parte en personajes históricos y mitos famosos de la Edad Antigua, sucediendo principalmente en la Sumeria del III milenio a. C. y en la región histórica del Creciente Fértil, donde se considera que se originó la revolución neolítica en Occidente, y que se corresponde con parte de los territorios del Antiguo Egipto, el Levante mediterráneo y la Mesopotamia.
Fue una de las historietas más populares y es de las más recordadas en la historia de su país, considerándosela un hito fundamental en su género.

## Trayectoria editorial
Su primera historieta, proyectada como historia unitaria, se publicó en 1967 en la revista D'Artagnan N° 151, editada por la Editorial Columba. Debido al éxito de la misma y a pedido de los lectores de Columba, quienes querían leer más sobre el protagonista, Robin Wood continuó escribiendo historias sobre Nippur. 12 años después, el 11 de diciembre de 1979, el personaje consiguió su propia publicación, Nippur Magnum. 450 episodios son el fruto de treinta y un años de publicación.

## Argumento

### 1967-1970: Primeros pasos delErrante
Estas primeras historias realizadas por Wood y Olivera se publicaron originalmente, en blanco y negro, en la revista D'Artagnan; en ellas se presentan a los personajes que acompañarán a Nippur a lo largo de su vida y se plantean los conflictos que el protagonista deberá ir resolviendo con los años. Los primeros siete episodios son historias unitarias protagonizadas por Nippur de Lagash y Ur-El de Elam, tras verse obligados a abandonar Lagash, conocida como La Ciudad de las Blancas Murallas, —ciudad en la que Nippur era general— debido a la traicionera invasión del rey Luggal-Zaggizi (Lugalzagesi) de Umma. Los amigos, tras jurar venganza, se largan a los caminos y viven emocionantes aventuras: ayudan a Teseo de Atenas a vencer al Minotauro, consiguen enemistarse a muerte con los hititas —cosa que les traerá en el futuro grandes dolores de cabeza— y Nippur conoce y se enamora de Nofretamón, princesa de Egipto, a quien debe renunciar por orgullo. Recién a partir del episodio número ocho, puede leerse Nippur de Lagash antes del título de la historia de turno. Son los hechos determinantes de este período: En primer lugar, Nippur y Ur-El conocen a Sargón de Acad, que era entonces el copero del rey de Akkad; el hombre que, según cuenta la Historia antigua, convulsionará el mundo conocido en el Siglo XXIV a. C. En segundo lugar, Ur-El abandona los caminos y a Nippur para vivir apaciblemente en la ciudad de Merem, casándose con la reina del lugar. Tras esto, el sumerio comienza a labrarse una sólida fama de hombre sabio y justo, caminante solitario y destacado militar. Bastante maltratado por la vida, tras escaparle a un destino de esclavo, decide evitar la compañía humana viviendo en desiertos y bosques.
Cabe destacar el episodio Yo vi a Gilgamesh buscando su muerte, donde Nippur conoce a su inmortal amigo.

### 1971-1972: La saga de los hititas en Egipto
A lo largo de once episodios transcurre la primera saga de Nippur. Lucho Olivera dibuja los guiones de Robin Wood hasta el séptimo capítulo de la saga, a partir del cual se hará cargo de los dibujos Sergio Mulko, al principio bastante condicionado por seguir el estilo de Olivera, pero luego desarrollando su propio arte. En la historieta Nippur regresa a Egipto, tras años de viajar por el mundo, para salvar la patria de su amada reina Nofretamón, a punto de ser invadida por los ejércitos hititas. Al frente del débil ejército egipcio Nippur consigue la victoria valiéndose, en primer término, de un grupo de selectos bandoleros, y después, consiguiendo la alianza de los Hombres de Fuego, una letal secta de sacerdotes-guerreros. Al terminar la guerra, una epidemia sacude a Egipto y mata a Nofretamón. Nippur, negándose a aceptar el trono egipcio, regresa a sus caminos con el corazón roto. Finalizada la saga, la Editorial Columba lanza al mercado la revista Nippur de Lagash, una revista de historietas a todo color, con historias de Robin Wood ilustradas por Ricardo Villagrán. Paralelamente, Nippur continúa apareciendo en D'Artagnan pero con dibujos de Mulko y en blanco y negro.

### 1972-1973: Flashbacks
El comic book de Nippur representa para Robin Wood un buen medio para darle forma más acabada al pasado del protagonista y presentar un par de personajes secundarios que en el futuro serán determinantes en la vida de Nippur. El hombre de Lagash vuelve a enamorarse, pero esta vez de Karien La Roja, reina de las Amazonas, con quien —pese a las distancias— mantendrá un romance eterno. También conoce a Hattusil, el hitita jorobado —considerado el mejor guerrero del planeta— quien pasa a convertirse en el mejor de sus amigos. En una serie de insertaciones dentro de la continuidad, se cuenta la infancia y la juventud de Nippur: su educación en manos de El Anciano, un famoso instructor de príncipes, y la historia de su primer amor; además, en los flashbacks se ve a un Nippur sin barba, de no más de diecisiete años, absolutamente juvenil y despreocupado, guerreando contra bellas amazonas. Del mismo modo, la historia de Nippur retrocede hacia las épocas inmediatamente posteriores, en las que junto a Ur-El y Teseo vencieron al Minotauro.

### 1973-1974: La saga de la búsqueda de Teseo
Esta segunda saga, dibujada por Ricardo Villagrán en la revista de historietas y por Mulko en D'Artagnan, presenta a Nippur y sus amigos (Ur-El, Hattusil y Piritoos) buscando a Teseo, perdido en tierras desconocidas e ignorante de que en su ciudad, Atenas, un usurpador llamado Menesteo se ha hecho con la corona. La espectacular aventura termina con el regreso de los héroes, la muerte de Piritoos y la recuperación del trono ateniense para Teseo.

### 1974-1978: El Incorruptible
En las historias de Nippur publicadas en este período, el sumerio comienza a ser más reconocido por el título de "Incorruptible" que por el de "Errante": su fama de hombre sabio ha superado a su fama de aventurero. En julio de 1974 deja de salir la revista de historietas. A partir de 1975, Mulko y Lucho Olivera se reparten la tarea de dibujar los episodios escritos por Wood; al mismo tiempo, la mayor parte de los episodios publicados en D'Artagnan comienzan a ser coloreados. Cada tanto, puede encontrarse algún episodio dibujado por Carlos Leopardi o por alguno de los hermanos Villagrán (Ricardo o Enrique). A fines de 1976, un joven Jorge Zaffino se convierte en dibujante titular de la serie; los guiones continúan siendo de Robin Wood, pero ahora es asistido por Ricardo Ferrari. Un episodio decisivo en la vida de Nippur es su efímero paso por Egipto, en donde presencia el exterminio a manos de Akhenamón - el pérfido hermano de Nofretamón y actual rey del país - de los "Hombres de Fuego" que, años antes, habían salvado a Tebas.

### 1978: La saga del ojo de Nippur
A fines del 1977, Carlos Leopardi asumió la responsabilidad de dibujar la serie de Nippur; de aquí en adelante, todos los episodios serán a color. En 1978 se produjeron dos hitos: la Editorial Columba cumplió cincuenta años y, en un giro sorprendente dentro de la historieta, el sumerio pierde un ojo a causa de un flechazo y queda tuerto. Esto ocurre en el episodio publicado en la revista Dartagnan n°15 de 1978, llamado Laris sobre el espejo del desierto. Tras esto, aislado, al borde de la muerte y con su voluntad absolutamente quebrada debido a este y otros acontecimientos aún más graves, el Hombre de Lagash no se recupera sino hasta que el muchacho que le hacía las veces de "lazarillo" muere indirectamente por su culpa, lo que lo lleva a regresar a sus luchas y su camino, renaciendo espiritualmente. De aquí en más Nippur lucirá un parche de cuero negro sobre el lugar que ocupaba su ojo izquierdo.

### 1978-1980: Historias mínimas
El ahora llamado Tuerto de Lagash parece rehuirle a las aventuras, pero aunque a veces consigue limitarse a ser espectador, en ocasiones no tiene más remedio que plantarse y presentar lucha. En diciembre de 1979 Nippur de Lagash deja de publicarse en la revista D'Artagnan y se muda para inaugurar su propio título: Nippur Magnum. Ahora los dibujos corren a cargo de Ricardo Villagrán.

### 1980-1981: La saga de Ramsés
Nuevamente, Nippur regresa a su amado Egipto para liberarlo de una terrible amenaza: los hicsos de Raphat, el Conquistador. Pero existe otro peligro, aunque interno: Akhenamón, el rey de Egipto, quien odia tanto al sumerio que es capaz de traicionar a su gente con tal de verlo muerto. Nippur cuenta con el apoyo de Karien y sus amazonas, Ur-El y los ejércitos de Merem, Hattusil (próspero, casado y feliz) y los sumerios que acaudilla; también es destacadísima la fidelidad y confianza que le dispensa el General de los ejércitos egipcios, Rajhotep. Akhenamón termina siendo asesinado por Raphat. Naturalmente, la cruenta guerra tiene como vencedor a Egipto, y tras su final hay un nuevo monarca: Rajhotep, ahora llamado Ramsés, que ha sido ungido por el propio Nippur. A modo de epílogo, Nippur se entera de que Karien espera un hijo suyo. La amazona huye a sus montañas, pero promete al Tuerto de Lagash llamarlo cuando esté a punto de suceder al alumbramiento. No es poco lo que ha pasado en diez episodios.

### 1982-1983: La saga del nacimiento de Hiras
Los ocho capítulos que conforman la saga cuentan cómo Nippur y Karien deben evitar la desaparición de su hijo recién nacido, Hiras, a manos de un grupo de amazonas fanáticas que no desean que su reina mantenga lazos afectivos con hombre alguno. Tras poner los puntos sobre las íes, Nippur parte con su hijo a tierras de su acaudalado amigo Hattusil para vivir una tranquila vida de labriego. A partir de los tres últimos episodios de la saga, se hace cargo de la titularidad gráfica de la serie Enrique Villagrán, que firma con el seudónimo «Gómez Sierra». A principios del ´84 se publican dos episodios de relleno escritos por Armando Fernández: uno lo dibuja Eduardo Barreto y el otro Ricardo Villagrán.

### 1984-1985: La saga de los hermanos tatuados
Consta de dieciocho episodios; los más importantes están escritos por Robin Wood y dibujados por Enrique Villagrán. Hay un episodio escrito por Fernández y dibujado por Zaffino, y otro escrito por Manuel Morini (Gustavo Amézaga). La historia narra cómo Nippur, sintiéndose en deuda con un anciano que salva la vida de su hijo Hiras, se lanza a una aventura que lo alejará años de su niño. En principio, debe reunir a tres hermanos (dos mujeres y un hombre) de frente tatuada, y luego organizar un ejército de la nada y recuperar para el trío el reino de una isla, usurpado por un extraño rey ciego que, además de contar con un portentoso ejército de mercenarios, tiene tratos con fuerzas ocultas del mal. Una buena decena de años le lleva completar con éxito la ardua tarea, y un par más regresar a su hogar.

### 1986-1987: Volver
Una verdadera odisea es el camino de regreso a casa; otra aventura es recomponer su relación padre/hijo con Hiras, ahora convertido en un arrogante y misterioso preadolescente que, pese al cariño que le profesa a su legendario padre, no desea perder la independencia ganada en tantos años de ausencia del mismo. Wood y Enrique Villagrán continúan al frente de la serie, y Ricardo Ferrari escribe algunos episodios de relleno en los cuales se consolida la relación de Nippur con su hijo, y este último comienza a educarse en los templos.

### 1987-1990: La saga de la Reconquista
Y llega la mega-saga más importante de la historia de Nippur: La Saga de la Reconquista de Lagash. Nippur responde al llamado de su viejo amigo Sargón, el rey de Akad, quien se apresta a iniciar la guerra contra Luggal-Zaggizi, el malvado rey de Umma que hace más de dos décadas expulsara a Nippur de la ciudad de Lagash. Siempre con Wood en los guiones (aunque hay algunas intervenciones de Ferrari y de Morini), Enrique Villagrán se encarga de los dibujos hasta fines de 1988, momento en el que regresa Sergio Mulko estrenando estilo. En esta saga de cincuenta y dos episodios, se reconocen fácilmente dos partes:
- Las Alianzas: Enviado por Sargón, Nippur inicia acciones diplomáticas tendientes a lograr la alianza de los más importantes reyes del mundo conocido. Tal vez la alianza fundamental que logra para su causa, es la de Ur-El de Merem, su viejo amigo, pese a que existe una profecía que lo condena a muerte en el momento de entrar triunfante en Lagash.
- La Guerra: Con inferioridad de hombres, armas y provisiones, Sargón y Nippur inician la guerra y, poco a poco, van ganando terreno. Finalmente, cansado de tanta batalla que considera inútil, Nippur decide con audacia atacar Umma, la ciudad capital de Luggal-Zaggizi; la victoria es determinante en el desarrollo de la guerra, y en ella tiene destacada participación Hiras. Nippur libera a Lagash y allí entrega a Luggal-Zaggizi al pueblo, que procede a lincharlo; pero una vieja profecía se cumple y empaña su triunfo: Ur-El muere salvándole la vida.

### 1990-1991: El Rey
En contra de su voluntad, Nippur es coronado Rey de Lagash, y comienza la dificultosa tarea de reconstruir su ciudad. Entre edicto y edicto, el Tuerto tiene un turbulento romance con la Reina de un mundo subterráneo, del cual nace una extraña niña de tres ojos: Oona, quien queda bajo la tutela de su madre.

### 1991: La saga de la muerte de Nippur
Son tres episodios escritos por Ricardo Ferrari y dibujados por Mulko: Nippur es dado por muerto, Hiras es coronado rey y Lagash casi se ve envuelta en una guerra. Sólo el milagroso retorno de Nippur calma las aguas.

### 1992-1993: La saga de Laramar
En treinta y seis episodios, el Rey Nippur enfrenta una de las amenazas más grandes que se cernieron sobre Lagash: una coalición de clanes de caballistas acaudillados por la reina Laramar, se apresta a tomar los nudos de comercio más importantes de Sumeria, afectando con ello los dominios de Karien, la amazona y la ciudad del Incorruptible. Tras neutralizar diplomáticamente la amenaza latente de Sargón de Akad, que jugaba con la idea de colaborar con Laramar, Nippur, con la ayuda de Hiras, Hattusil, Karien y Lamir, el gran General de los ejércitos de Lagash, obtiene la victoria. Aunque Robin Wood firmó la mayor parte de las historias (otras fueron hijas de la imaginación de Manuel Morini), esta saga no hubiera sido posible sin la decisiva participación del guionista Néstor Barron.

### 1993-1994: De vuelta a los caminos
Conjurada la amenaza de Laramar y exterminada la corrupción interna de Lagash, Nippur abdica el trono en favor de su fiel General Lamir. En un magnífico episodio de Wood - el último dibujado por Mulko - Nippur abandona Lagash y vuelve a los caminos. El nuevo dibujante de la serie es ahora Daniel Müller.

### 1994: La saga de la Reina y el Extranjero
En esta saga menor - la última - de sólo tres episodios, Nippur reeduca a una princesa malcriada y la convierte en una magnífica reina para su pueblo.

### 1994-1998: Últimas aventuras
Tras esta última saga corta, Müller dibuja dieciséis episodios más de una nueva etapa "errante" de Nippur y la serie deja de realizarse. Hubo intentos posteriores de reavivarla, pero solo se lograron dos episodios prometedores de una nueva serie titulada "El Joven Nippur" -dibujada por Gabriel Rearte-, y un episodio en blanco y negro del Nippur tradicional, el cual fue dibujado por Walther Taborda y publicado en un triste álbum-homenaje de Nippur. Por último, tres episodios más fueron dibujados por Sergio Ibáñez, dos de los cuales se dieron a conocer en una "remake" y relanzamiento de la mítica revista Skorpio, que fue un fracaso en ventas.

## Lista de episodios
001 - Historia para Lagash
Narra la historia de Nippur, un valeroso capitán de los ejércitos de la ciudad sumeria de Lagash. Es un hombre justo, sabio y respetado por su pueblo y por sus enemigos. La historia comienza en un tiempo de guerra, cuando el poderoso rey Lugal-Zaggesi lanza un ataque contra Lagash con la intención de conquistarla. A pesar del coraje y la habilidad de Nippur en la defensa, la ciudad cae ante el enemigo. Traicionado y herido, Nippur se ve obligado a huir y comienza una vida errante, dejando atrás su tierra y su rango. 

002 - Nofretamon
Nippur llega a Tebas, la capital del Egipto faraónico, tras haber recorrido los caminos junto a su inseparable amigo Ur‑El. Allí se reencuentra con su antiguo afecto, la princesa egipcia Nofretamón, de quien se enamora profundament. Durante su estancia en la corte, Nippur descubre un complot para asesinar al faraón y secuestrar a Nofretamón. Decidido a protegerlos, él y Ur‑El se infiltran en la construcción de una tumba para desbaratar los planes del traidor general egipcio.
003 - Las lanzas y la arena
Nippur y Ur‑El llegan a la ciudad griega y descubren que Teseo, el famoso héroe ateniense, está en problemas: su hijo ha sido secuestrado o está en peligro, y también el propio Teseo corre el riesgo de perder el honor y la vida. Los dos sumerios deciden intervenir, demostrando su temple y habilidad militar.
A lo largo del relato se forja una profunda amistad entre Nippur y Teseo, cimentada en la confianza mutua y las similitudes de sus trayectorias heroicas. Nippur rescata al niño y ayuda a Teseo a recuperar el control, enfrentándose además a soldados y peligros en arenas o campos de batalla.
004 - Minotauro

005 - El mirlo voló primero

006 - La fugitiva de los hititas

007 - El viejo

008 - En Garth al atardecer

009 - La flecha sobre las hogueras

010 - El hombre que vino de Akad

011 - La doncella de la tierra de Merem

012 - Mi nombre entre los bárbaros

013 - Abajo... más abajo los buitres

014 - Un río llamado Lónemer

015 - Bajo un cielo de estrellas y pastores

016 - Hacia el mar

017 - Agria historia de mi esclavitud

018 - La furia de los dioses

019 - Leyenda del rey que muere

020 - El cuervo

021 - La Bruja

022 - Un día en que yo era feliz

023 - Como conocí y soporté a Ramar

024 - La justicia de Janipo

025 - El carro de las estrellas

026 - El enviado

027 - Ram, el Arquero

028 - El dios negro y el hombre

029 - Un misterio llamado muerte

030 - Los fantasmas de sangre

031 - No mates al hombre, cazador

032 - Hombres, Dioses y Agua

033 - El ciego rey del sueño

034 - Yo vi a Gilgamesh buscando su muerte

035 - Enam, el de los pantanos

036 - Oráculo

037 - Los guijarros de la muerte

038 - Crónica desesperante de Jacodeo

039 - El hombre necesario para Larsa

040 - La feria

041 - Las Huellas del hombre de ojos amarillos

042 - Melodía de la flauta y el guerrero

043 - Recuerdos de los vagabundos

044 - Los sanguinarios perros del alma

045 - El gigante infernal

046 - Enathin y los enviados de la muerte

047 - La mala pasión

048 - El ladrón que hirió con miedo

048 - Los lobos y las ovejas

050 - Los sueños peligrosos

051 - La loba (Robin Wood- Lucho Olivera)

052 - El juicio de la espada (Robin Wood- Lucho Olivera)

053 - Los cortesanos y los guerreros (Robin Wood- Lucho Olivera)

054 - Nippur cabalga hacia Tebas (Robin Wood- Lucho Olivera)

055 - El sumerio ha llegado (Robin Wood- Lucho Olivera)

056 - Inermes (Robin Wood- Lucho Olivera)

057 - Los hombres de fuego (Robin Wood- Lucho Olivera)

058 - El águila (Robin Wood- Lucho Olivera)

059 - Un divertido regreso a Tebas (Robin Wood- Lucho Olivera )

060 - Diez hombres pasan ante una cabeza muerta (Robin Wood- Sergio Mulko)

061 - Ninarim (Robin Wood- Sergio Mulko)

062 - Mis gloriosos compañeros (Robin Wood- Sergio Mulko)

063 - La gran batalla (Robin Wood- Sergio Mulko)

064 - La epidemia (Robin Wood- Sergio Mulko)

065 - La risa de la muerte (Robin Wood- Ricardo Villagrán)

066 - Un caballo muerto es un augurio (Robin Wood- Ricardo Villagrán)

067 - Los fabulosos jinetes de la tormenta (Robin Wood- Ricardo Villagrán)

068 - En Muna (Robin Wood- Ricardo Villagrán)

069 - El enemigo de los dioses (Robin Wood- Sergio Mulko)

070 - Hazarham, el de los pájaros (Robin Wood- Sergio Mulko)

071 - La lluvia sobre una espada (Robin Wood- Sergio Mulko)

072 - Karien en lo alto de las montañas (Robin Wood- Ricardo Villagrán)

073 - Un bosque con árboles de amor y de muerte (Robin Wood- Sergio Mulko)

074 - Hattusil (Robin Wood- Ricardo Villagrán)

075 - La ciudad (Robin Wood- Sergio Mulko)

076 - Los niños que cabalgan en las estrellas (Robin Wood- Sergio Mulko)

077 - Las flores de la muerte (Robin Wood- Sergio Mulko)

078 - Una codicia color de escombro (Robin Wood- Ricardo Villagrán)

079 - Cuando canta el pájaro de la mañana (Robin Wood- Ricardo Villagrán)

080 - La noche de Dafar (Robin Wood- Ricardo Villagrán)

081 - Leyenda de los monstruos (Robin Wood- Sergio Mulko)

082 - Las flores de las montañas (Robin Wood- Ricardo Villagrán)

083 - La mujer de Hafiah (Robin Wood- Ricardo Villagrán)

084 - Hipólita (Robin Wood- Ricardo Villagrán)

085 - La doncella (Robin Wood- Ricardo Villagrán)

086 - Los rivales (Robin Wood- Sergio Mulko)

087 - La casi muerte de Janos (Robin Wood- Sergio Mulko)

088 - El jinete del sol (Robin Wood- Sergio Mulko)

089 - Arón el bueno (Robin Wood- Sergio Mulko)

090 - Hattusil e Inim (Robin Wood- Ricardo Villagrán)

091 - Cuando Tarkos era joven (Robin Wood- Sergio Mulko)

092 - El hombre de guerra (Robin Wood- Gómez Sierra - Olivera - Villagrán)

093 - Rimas, el general (Robin Wood- Ricardo Villagrán)

094 - El padre de Siros (Robin Wood- Ricardo Villagrán)

095 - Udur y su hermano (Robin Wood- Sergio Mulko)

096 - Historia al reflejo de una antorcha (Robin Wood- Ricardo Villagrán)

097 - Ona la hermosa (Robin Wood- Sergio Mulko)

098 - Los mensajeros de Atenas (Robin Wood- Sergio Mulko)

099 - Los que fueron a Atenas (Robin Wood- Sergio Mulko)

100 - Los centauros (Robin Wood- Ricardo Villagrán)

101 - La sirena

102 - Pylenor

103 - Teseo

104 - Menesteo o el amor por Atenas

105 - Una historia de amor

106 - El día de los escorpiones

107 - El día que los dioses enviaron la lluvia

108 - Las ánforas del odio

109 - Un marido para Nurima

110 - El gran torneo

111 - La sacerdotisa

112 - La negra hoguera del sueño

113 - Niniver que cantaba con los pájaros

114 - El día del jinete

115 - El hombre blanco de la montaña

116 - Aneleh

117 - La venganza inútil

118 - El buen rey y su pueblo

119 - La amazona y la reina

120 - Camino de los sumerios

121 - El barco

122 - Historia de dos hermanos y una mujer

123 - La muchacha de los sueños

124 - La espada de los muertos

125 - El pueblo del pantano

126 - Historia de la vieja rebelión

127 - Los que buscan a Nippur

128 - Las amazonas de las tinieblas

129 - La tierra olvidada

130 - El rey, la reina y el general

131 - El juicio

132 - Nar-Amán y la ciudad de Ishtar

133 - La madre

134 - Los reyes sin corona

135 - La mano de fuego

136 - El general y su ejército

137 - El hombre que mató a Situllah

138 - El rico y los pobres

139 - La danzarina del toro

140 - Los gemelos

141 - Astrea

142 - Los escudos y el mar

143 - El viejo rey y la paz

144 - El pueblo pacífico

145 - El dios de piedra

146 - Primero el vuelo del pinzón

147 - El gigante y el anciano

148 - Los bárbaros

149 - El infierno y el paraíso

150 - El amor de Ordar

151 - Diez hombres libres

152 - El tonto

153 - Allá en la montaña de los lobos

154 - Los perros del mar

155 - La cadena

156 - El día de los fuegos muertos

157 - El hombre que no tenía muerte

158 - La serpiente de la vida y la muerte

159 - La puerta

160 - La columna de los buitres

161 - Muradin

162 - Llegar a Akad

163 - Los buitres de la muerte

164 - La gloria de Artamas

165 - Kram y Niboran

166 - El yugo roto

167 - Los hititas

168 - Laris, sobre el espejo del desierto

169 - El maravilloso monstruo

170 - Los cazadores y el miedo

171 - La última galería

172 - El hitita

173 - La espada de la humanidad

174 - La doncella de oro

175 - La furia de las mujeres

176 - Los pájaros de la poesía

177 - La criatura de la noche

178 - La fuente

179 - El dios de la caverna

180 - El fuego y el hombre

181 - Shekar

182 - La sombra del desierto

183 - Mormurán y el viejo soldado

184 - El demonio de las cuevas

185 - La mujer de Siros

186 - La leona y el halcón

187 - La madre Tierra

188 - La fosa de los demonios

189 - La cueva de Idimín

190 - Los pájaros muertos

191 - El pozo de las serpientes

192 - El hombre de los pantanos

193 - Un blanco desierto de muerte

194 - Net Path, el egipcio

195 - Tebas

196 - El sumerio y la reina sin hombre

197 - Oro y sangre

198 - Nippur ha muerto en batalla

199 - Ramsés

200 - Aneleh, en el esplendor de la batalla

201 - El Valle de los Reyes

202 - La cadena de oro

203 - Epílogo y comienzo

204 - Las serpientes que mueren

205 - Islene

206 - Mesilím y la mujer diosa

207 - El velo de la memoria

208 - Regreso a Adad

209 - Naleh

210 - Azul cielo sumerio de muerte

211 - Pantanos de odio

212 - Ciegos ojos del odio

213 - Las semillas

214 - Ur-Maraban

215 - La espada incandescente

216 - La roca de los buitres

217 - Una realidad de flechas y muerte

218 - El joven rey

219 - La salvación de Hazar

220 - Eona y la noche del leproso

221 - La hija de las lanzas

222 - La raza olvidada

223 - El nacimiento de Fuego

224 - La princesa y los tres guerreros de Ur

225 - Los monumentos de gloria

226 - El mundo lunar

227 - Atardecer de sangre

228 - Ulagit

229 - La ciudad condenada

230 - El canto de las sirenas

231 - El caballo sagrado

232 - El fuego del recuerdo

233 - Los reyes de sangre

234 - El regreso de Harim

235 - El loco

236 - La cosecha negra

237 - Las estrellas del guerrero muerto

238 - Los precios terribles

239 - La maldición del recuerdo

240 - La máscara del rencor

241 - Aghar y Kabusim

242 - El signo de la serpiente

243 - Los senderos lunares

244 - Miranos

245 - Laengrin

246 - El demonio y el perro guardián

247 - La noche que fue

248 - La voz de la Diosa Luna

249 - Los no-vivos

250 - Historia de hombres tuertos

251 - La implacable decisión

252 - La cabeza de Ur-Naushue

253 - Los negros martillos de la memoria

254 - El símbolo

255 - Amintor

256 - Más allá de todo lo humano

257 - Por el fin de la guerra

258 - El día de la luz y de las sombras

259 - Leyenda de alta mar

260 - La justicia del agua

261 - Los verdugos

262 - Las flechas del dolor

263 - El aullido de las lobas

264 - Los matadores de Lusil

265 - Stenka

266 - La lectora de mentes

267 - La bailarina de Thera

268 - El rey

269 - Ahoresh

270 - El valle de los inocentes

271 - El monstruo

272 - Astern

273 - Leyenda de los malditos

274 - Los que buscaron el valle

275 - Mensaje de mi padre

276 - La batalla

277 - El instrumento del destino

278 - El río de las mujeres

279 - Regreso a Hiras

280 - Había una vez...

281 - Padre e hijo

282 - Junto al fuego

283 - De lobos y hombres

284 - La sangre y la flecha

285 - Abismos

286 - Fábula

287 - Paciencia

288 (1987) - Regreso a Lagash

289 - El comienzo

290 - El hombre que mató al rey

291 - La guerra ha comenzado

292 - Una patria en el desierto

293 - Noche de masacre

294 - El hermano

295 - El sol de la resurrección

296 - Los enemigos amados

297 - Los de Merem

298 - El día del hombre que cantó

299 - Espada

300 - Hattusil y yo

301 - Hattusil

302 - La mujer que llegó desde el recuerdo

303 - El designio de los dioses

304 - La educación de Hiras

305 - La gloria de Berelim

306 - La noche de los buitres

307 - El templo nocturno

308 - Los tiranos del sueño

309 - Aluna

310 - Koa, la amazona

311 - El gran rey y el gran hombre

312 - El tambor de la muerte

313 - La guerra extraña

314 - La grandiosa herejía

315 - El pueblo de la sal

316 - Pacto de sangre

317 - El perro de los hielos

318 - La reina Sabbah

319 - Matador

320 - El hombre pájaro

321 - La mujer de los velos

322 - El heredero de la sangre

323 - Los saqueadores

324 - El jinete que vino del frío

325 - La suerte de Tarisis

326 - El precio de la inmortalidad

327 - El templo olvidado

328 - La amarga victoria

329 - Oráculo

330 - La nave

331 - El ojo del huracán

332 - Los soñadores de fuego

333 - De dioses y pasados

334 - El cruel

335 - El ataque a Umma

336 - La llamada de Lagash

337 - Kaana, la prisionera

338 - El círculo completo

339 - El llamado de Ugir

340 - La marcha hacia el sol

341 - El destino de Algunas

342 - Napistir

343 - Manara

344 - Lo que no se olvida

345 - La viuda

346 - La flecha de oro

347 - La búsqueda

348 - Los caballos de fuego

349 - Las joyas de la venganza

350 - Los cabellos del tiempo

351 - El frío de víbora muerta

352 - El gran terror

353 - Las catacumbas

354 - Oona

355 - La búsqueda del agua

356 - Las alas del odio

357 - El joven rey

358 - El mendigo

359 - La ciudad del ayer

360 - La justicia incorruptible

361 - El tiempo de cosecha

362 - Bienmorir

363 - Los sobrevivientes de Koda-Bhor

364 - La locura de Radak

365 - La justicia del rey

366 - Los territorios de la juventud

367 - El curador

368 - Amonidal y la piedra negra

369 - Ahila

370 - El amo del fuego

371 - Los hijos de las amazonas

372 - El arca

373 - Como la herida de una espada

374 - El bebedor de sangre

375 - Gerien

376 - La emisaria de la Luna

377 - El secreto de la noche

378 - Canción de guerra

379 - Los misterios de Hiras

380 - Hishmitir, el bueno

381 - Assur y su nieta

382 - La diosa viviente

383 - Las pequeñas guerras

384 - Laramar y los hombres

385 - La dignidad de los reyes

386 - El pago de la deuda

387 - La tentación

388 - Por los buenos viejos tiempos

389 - La fuente

390 - El sueño

391 - Lamir

392 - El niño hombre

393 - Hattor

394 - Las madres

395 - Lara

396 - La piedra

397 - Naman

398 - Sira

399 - Sira-Aris

400 - La hora del placer

401 – El salvador del rey

402 – La torre

403 – La carcajada de la nieve

404 – La victoria secreta

405 – Hadu Elim, el traidor

406 – Las rojas murallas de Lagash

407 – La última semilla

408 – Skorpia

409 – Las sombras

410 – La mano de Laramar

411 – Oración por Lagash

412 – El primer problema

413 – Los reyes solitarios

414 – El abismo de la vida

415 – La vida perdonada

416 – El mejor de los reyes

417 – El adiós a Lagash

418 – Leyenda contada en invierno

419 – El cuervo y la espada

420 – La cadena

421 – La niña y la serpiente en el oro

422 – La reina

423 – Nacimiento y muerte

424 – El regreso

425 – El sueño de Numasin

426 – Hermano, hermano

427 – La promesa de los Dioses

428 – La isla negra

429 – El árbol y el sueño

430 – La justicia del espectro

431 – La belleza imposible

432 – El buscador

433 – El hombre de los pájaros 

434 – La espera de la hiena

435 – El magnífico rey

436 – La torre

437 – El destino demorado

438 – Un hombre llamado Nippur

439 – Las guerras concéntricas

440 – La hija de Forkas

441 – El puente y la moneda

442 – El hechizo del horror

443 – Salia

444 – El día del rey ciego

445 – El joven Nippur

446 – El joven Nippur – Los sin tierra

## Apariciones fuera de serie

### SerieGilgamesh el inmortal
En la historieta Gilgamesh el inmortal, El errante es un gran amigo de Gilgamesh y en numerosas ocasiones visita al inmortal en su serie:
- N.º 1: Yo, Gilgamesh el inmortal: breve cameo de Nippur y primer crossover entre dos personajes de series diferentes de la Editorial Columba.
- N.º 17: Génesis y N. 20 Delirio: Nippur aparece en los recuerdos del inmortal.
- N.º 37-5: La resurrección de Uruk: aventura con Nippur como estrella invitada.
- N.º 119: El niño: Gilgamesh salva la vida a un Nippur adolescente.

En el episodio N.º 7 (Lucha por tu vida, hombre) Gilgamesh llega a un planeta deshabitado y lo bautiza «Nippur de Lagash», "en honor del amigo muerto siglos atrás".

### SerieMi novia y yo
En la serie cómico-autobiográfica de Robin Wood Mi novia y yo, el Incorruptible aparece en dos ocasiones. En la primera, se encuentra en persona con Tino Espinoza (alter ego historietístico de Wood) en un barco que viaja hacia Europa. En el episodio n.º 100 (Historieta dedicada a la historieta), el autor cuenta en forma de parodia sus inicios y la creación del personaje.

### SeriePepe Sánchez
En el segundo episodio de la historieta Pepe Sánchez hace un breve cameo Nippur, que se ha unido a la «Sociedad Mundial del Delito» porque, según un personaje, "Dice que se cansó de ser bueno".

### SerieCazador
En un episodio de la historieta Cazador titulado Hércules, Nippur & Cazador contra las Gorgonas (n.35/37, Editorial La Urraca), hay un team-up, al estilo norteamericano, entre Nippur y el popular Cazador, que resulta ser un ávido lector de las aventuras del Errante. Luego, en Cazador de Aventuras n.º 3, el "Tuerto de Lagash" también hace un breve cameo.

## Aclaración
Este artículo incorpora material del sitio Blancas Murallas, que mediante una autorización permitió agregar contenido y publicarlos bajo licencia GFDL.